# Grigorij Kosych
Grigorij Kosych, född 9 februari 1934 i Oral, död 23 februari 2012 i Moskva, var en sovjetisk sportskytt.
Han tävlade i olympiska spelen 1968, 1972 samt 1976. Han blev olympisk guldmedaljör i fripistol vid sommarspelen 1968 i Mexico City.